# アリー・アクバル・サーレヒー
アリー・アクバル・サーレヒー（ペルシア語: علی اکبر صالحی、Alī Akbar Ṣāleḥī、1949年4月24日 - ）はイラク・カルバラー生まれのイランの政治家、外交官、研究者。
現原子力庁長官（2013年8月16日 - ）。2010年12月13日から2013年8月15日まで外務大臣を務めた。それ以前には1997年から2005年まで国際原子力機関イラン代表部常任代表、2009年7月16日から2010年12月13日まで原子力庁長官を歴任。
日本語メディアではサレヒと表記されることが多い。

## 経歴
1949年3月24日、イラクのカルバラーで誕生。仕事の都合で家族がイラクに住んでいたためである。学士号をベイルート・アメリカン大学から取得、のち1977年にPh.D.をマサチューセッツ工科大学から取得している。またシャリーフ工科大学の准教授および学長を務め、イラン科学アカデミー、イタリアの国際理論物理学センターにも席を置いた。
シャーリーフ工科大学の学長職は、1982年から85年、および89年から93年の二度にわたって務めている。

## 外交官として
アリー・アクバル・サーレヒーはイランの外交政策のなかで積極的に活動している。

### 国際原子力機関イラン代表部大使
1997年3月13日、大統領モハンマド・ハータミーによって国際原子力機関イラン代表部大使に任じられ、以降2005年8月22日まで8年以上にわたって、この職にあった。2003年、サーレヒーはイラン代表としてIAEA追加議定書に署名している。後任はアリー・アスガル・ソルターニーイェ。

### イスラーム諸国会議機構事務局次長
2007年から、イスラーム諸国会議機構事務局長エクメレディン・イフサンオウルのもとで事務局次長。2009年7月、イラン原子力庁長官への任命により退任。

### 原子力庁長官（1期）
2009年7月16日、大統領マフムード・アフマディーネジャードはサーレヒーを原子力庁長官に任命した。前任のゴラームレザー・アーガーザーデは2009年7月10日に辞任している。以降、アフマディーネジャードがサーレヒーを外務大臣に起用する2011年1月23日まで在任した。2011年2月13日、アフマディーネジャード大統領はサーレヒーの後任にフェレイドゥーン・アッバースィーを任命した。

### 外務大臣
2010年12月13日、アフマディーネジャード大統領が原因は不明だが、マヌーチェフル・モッタキー外相を罷免。サーレヒーを外相代理に任命した。モッタキーは2005年8月24日より外相の任にあり、アフマディーネジャード大統領の再選後も引き続き内閣にとどまった唯一の閣僚であった。2011年1月23日、アフマディーネジャードはサーレヒーを外相として任命するむね議会に通告。議会は1月30日、信任投票を実施し、146票の可決票を得て正式に外相に就任した。
サーレヒーは外相として国際連合事務総長の潘基文へ「イランはバーレーンとリビアの革命を支援する」との書簡を発している。
2011年6月19日、議会の一部の議員が、サーレヒーを弾劾する署名を実施。これは財政担当外務次官としてモハンマド・シャリーフ・マレクザーデを指名したことで発生した。マレクザーデはイラン外交高等評議会の事務局長を務めており、エスファンディヤール・ラヒーム・マシャーイーのきわめて近しい友人である。

### 原子力庁長官（2期）
2013年8月15日、ハサン・ロウハーニー大統領より原子力庁長官に任命される。
2020年10月11日、新型コロナウイルスの検査で陽性反応が出て、サーレヒー長官が新型コロナウイルス感染症（COVID-19）に罹患していることが報道された。